# Пари (линеен кораб, 1912)
Пари (на френски: Paris) е френски линеен кораб. Четвъртият и последен съд от първата серия френски дредноути – типа „Курбе“. Наречен е в чест на Париж – столицата на Франция. Корабът е построен малко преди Първата световна война, в рамките на корабостроителната програма за 1910 г. По време на войната действа в Средиземно море. На 16 август 1914 г. взема участие в потопяването на австро-унгарския крайцер „Зента“ (SMS Zenta). В последните месеци на 1914 г. обстрелва крайбрежието, оказвайки поддръжка на армията на Черна Гора до 21 декември 1914 г., когато друг френски линкор – „Жан Барт“ – е торпилиран от австро-унгарската субмарина U-12. До края на войната „Пари“ се базира в Отранто, блокирайки Австро-унгарския флот в Адриатическо море.
„Пари“, през 1925 г., осъществява поддръжката на френските и испанските войски по време на Рифската война преди да стане учебен кораб, през 1931 г. В междувоенния период линкорът три пъти е модернизиран, но, независимо от това, към края на 1930-те години той е морално остарял. „Пари“ остава учебен кораб до влизането на Франция във Втората световна война, на 10 май 1940 г., след което той е спешно превъоръжен. През юни „Пари“ поддържа съюзните войски по време на отбраната на Хавър, докато не е повреден от немска бомба. В края на юни „Пари“ отплава за Англия. По време на Операция Катапулт, на 3 юли „Пари“, е пленен в Плимът от британските войски. До края на войната линкорът се използва като склад и жилищен блокшив на Кралските и полските военноморски флотове. През юли 1945 г. „Пари“ е върнат на Франция, на следващия месец той е отбуксиран в Брест и се използва като плаваща база, докато не е предаден за скрап на 21 декември 1955 г.